# D.B. Weiss

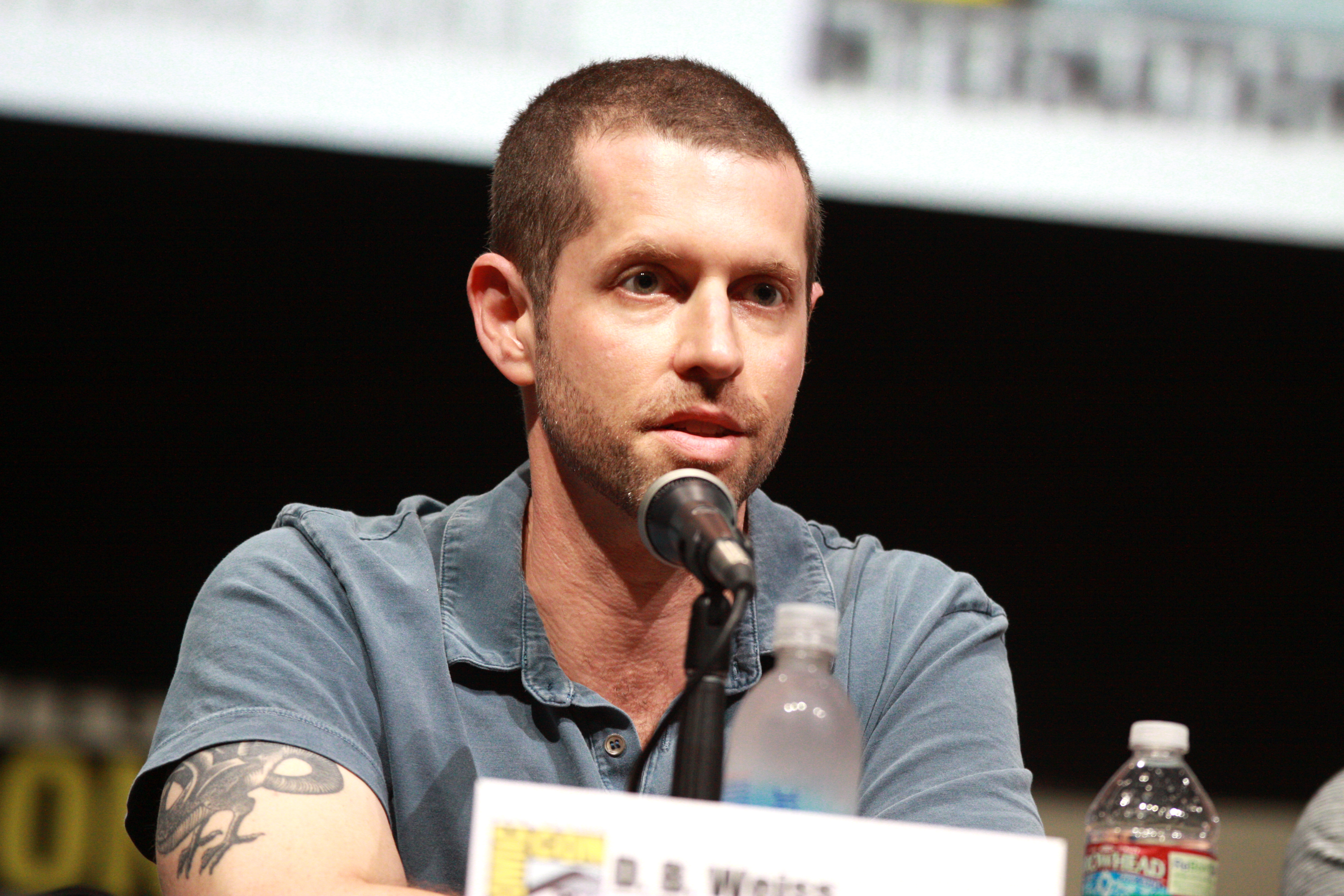
Weiss in 2013

Daniel Brett (D.B.) Weiss (Chicago, 23 april 1971) is een Amerikaans schrijver van boeken en scenario's. Hij debuteerde in 2003 met Lucky Wander Boy, met als thema videogames. Weiss is vooral bekend als co-scenarioschrijver en uitvoerend producent van de fantasy-televisieserie Game of Thrones, gebaseerd op de boekenreeks van George R.R. Martin.
Weiss werd geboren en opgevoed in Chicago en studeerde af aan de Universiteit van Wesleyan. Aan het Trinity College in Dublin behaalde hij een Master of Philosophy in Ierse Literatuur. Hij ontving ook een M.F.A. in creatief schrijven van het Iowa Writers' Workshop. 